# Cyperus davidsei
Cyperus davidsei är en halvgräsart som beskrevs av Gordon C. Tucker. Cyperus davidsei ingår i släktet papyrusar, och familjen halvgräs. Inga underarter finns listade i Catalogue of Life.